# Дем'янський район
Дем'янський район (рос. Демянський район) — муніципальне утворення у складі Новгородської області Росії. Адміністративний центр — селище міського типу Дем'янськ. Селище знаходиться за 181 кілометр від Великого Новгорода.

## Географія
Дем'янський район розташований на південному сході Новгородської області між 57° і 58° північної широти і 32° і 33° східної довготи на переході від Приільменської низовини до Валдайської височини.
Площа території — 3198,94 км (4-е місце серед районів). Протяжність території з півночі на південь — близько 72 км, із заходу на схід близько 76,5 км. Найбільша протяжність з північного сходу на південний схід — близько 90 км.
Дем'янський район межує на півночі з Крестецьким; на північному сході з Валдайським; на півдні Марьовським; на заході з Парфінським і зі Старорусським районами Новгородської області; на сході і південному сході з Тверською областю.
Гідрографічна мережа району представлена річками, озерами та безліччю боліт. Основні річки — Пола, Явон, Полометь; найбільша з них — Пола впадає в Ільмень, — в неї відбувається стік вод майже з усієї поверхні району, за винятком невеликої частини вод стікають в річки, такі, як Замошенка, що стікає в басейн Каспійського моря.
Найбільші озера — Селігер, Вельйо, Долотце, Мосиленське.

### Охорона природи
На території Дем'янського району, на межі з Валдайським і Окуловським районами 17 травня 1990 року було створено державний природний національний парк федерального значення — «Валдайський». Парк має міжнародний статус біосферного резервата ЮНЕСКО. На території заповідного об'єкта зберігається унікальний озерно-лісовий комплекс Валдайської височини, створюються умови для розвитку організованого туризму заради ознайомлення з природними ландшафтами великого естетичного впливу. 
У 2000-х роках на території колишнього мисливського заказника, з метою збереження і відтворення чисельності окремих видів диких тварин та середовища їх проживання, на площі 10,5 тис. га було створено Дем'янський державний біологічний природний заказник під контролем Комітету мисливського і рибного господарства Новгородської області. 2008 року Новгородською обласною думою з нього було знято охоронний статус.
На території Дем'янського району створено 2 пам'ятки природи загальною площею 3,5 тис. га, 2 гідрологічного і 1 геологічного (гідрогеологічна) профілю.
| № | Назва                 | Тип                      | Площа (га) | Розташування                           | Створення                         | Дата               | Характеристика                                  | Фото |
| - | --------------------- | ------------------------ | ---------- | -------------------------------------- | --------------------------------- | ------------------ | ----------------------------------------------- | ---- |
| 1 | Болото Кневицький мох | гідрологічна             | 3471       | Ямницьке і Пєсоцьке сільське поселення | Рішення виконкому облради НО № 30 | 18 січня 1991 року | Ландшафти, водні об'єкти, флора й фауна болота. |      |
| 2 | Твердовське джерело   | гідрологічна, геологічна | 25         | Ільїногорське сільське поселення       | Рішення виконкому облради НО № 30 | 18 січня 1991 року | Джерело з навколишнім ландшафтом.               |      |

## Муніципально-територіальний устрій
У складі муніципального району 1 міське і 7 сільських поселеннь, які об'єднують 231 населений пункт, що перебувають на обліку (разом із залишеними).
| Муніципальне утворення           | Адмінцентр     | Кількість населених пунктів | Населення (осіб, 2017 рік) | Площа (км²) | Карта                                                         |
| -------------------------------- | -------------- | --------------------------- | -------------------------- | ----------- | ------------------------------------------------------------- |
| Дем'янське міське поселення      | смт Дем'янськ  | 1                           | 4211▼                      | 14,94       | Дем'янськ Жирково Шишково Кневиці Личково Пєски Полново Ямник |
| Жирковське сільське поселення    | село Жирково   | 56                          | 740▼                       | 809,17      | Дем'янськ Жирково Шишково Кневиці Личково Пєски Полново Ямник |
| Ільїногорське сільське поселення | село Шишково   | 35                          | 529▼                       | 350,23      | Дем'янськ Жирково Шишково Кневиці Личково Пєски Полново Ямник |
| Кневицьке сільське поселення     | селище Кневиці | 7                           | 1137▼                      | 405,00      | Дем'янськ Жирково Шишково Кневиці Личково Пєски Полново Ямник |
| Личковське сільське поселення    | село Личково   | 9                           | 1348▼                      | 364,28      | Дем'янськ Жирково Шишково Кневиці Личково Пєски Полново Ямник |
| Пєсоцьке сільське поселення      | село Пєски     | 47                          | 848▼                       | 528,88      | Дем'янськ Жирково Шишково Кневиці Личково Пєски Полново Ямник |
| Полновське сільське поселення    | село Полново   | 45                          | 662▼                       | 398,81      | Дем'янськ Жирково Шишково Кневиці Личково Пєски Полново Ямник |
| Ямницьке сільське поселення      | село Ямник     | 31                          | 1043▼                      | 327,63      | Дем'янськ Жирково Шишково Кневиці Личково Пєски Полново Ямник |

Законом Новгородської області № 718-ОЗ від 30 березня 2010 року, який набрав чинності 12 квітня 2010 року, були об'єднані:
- Жирковське, Великозаходське і Тарасівське сільські поселення були об'єднані в єдине Жирковське сільське поселення з адміністративним центром у селі Жирково;
- Ільїногорське, Вотолінське і Шишковське сільські поселення в єдине Ільїногорське поселення з адміністративним центром у селі Ільїна Гора (3 листопада 2017 року переміщений до села Шишково);
- Пєсоцьке, Великолуцьке, Нікольське і Філіппогорське сільські поселення в єдине Пєсоцьке сільське поселення з адміністративним центром в селі Піски;
- Полновське, Дубровське і Новоскребельске сільські поселення в єдине Полновське сільське поселення з адміністративним центром в селі Полнова;
- Ямницьке і Чорноручайське сільські поселення в єдине Ямницьке сільське поселення з адміністративним центром в селі Ямник.

## Населення
Населення — 9964 осіб.

## Економіка
Промисловість представлена підприємствами харчової (виробництво хлібобулочних, кондитерських виробів, мінеральної води) та деревообробної галузей, лісозаготівельними підприємствами, в основному, малих форм.
Сільське господарство представлено п'ятьма сільськогосподарськими підприємствами та двома десятками діючих селянських (фермерських) господарств.
Активно розвивається рибальство та товарне рибництво.

### Гірництво
На території району ведеться відкрита розробка корисних копалин шляхоремонтними і будівельними підприємствами (ТОВ «Новгород Прогресс Строй» і «Государь
Землемер»). Розробка ведеться відкритим способом на таких родовищах і в кар'єрах:
- Пісок будівельний: Обрині-3 (поблизу села Обрині), Висючий Бор-2 (поблизу села Висючий Бор)[9].

### Промисловість
Головні системоутворюючі підприємства Дем'янського району:
- ТОВ «Стройдеталь» — лісозаготівля, виготовлення пиломатеріалів;
- ТОВ «Фирма „СОРИ“» — виготовлення пиломатеріалів, залізничних шпал.